# Ягодний (Комсомольський район)
Я́годний (рос. Ягодный) — селище у складі Комсомольського району Хабаровського краю, Росія. Адміністративний центр Ягодненського сільського поселення.

## Населення
Населення — 1719 осіб (2010; 1858 у 2002).
Національний склад (станом на 2002 рік):
- росіяни — 92 %